# Ernest Breton (homme politique)
Pour les articles homonymes, voir Ernest Breton et Breton (homonymie).

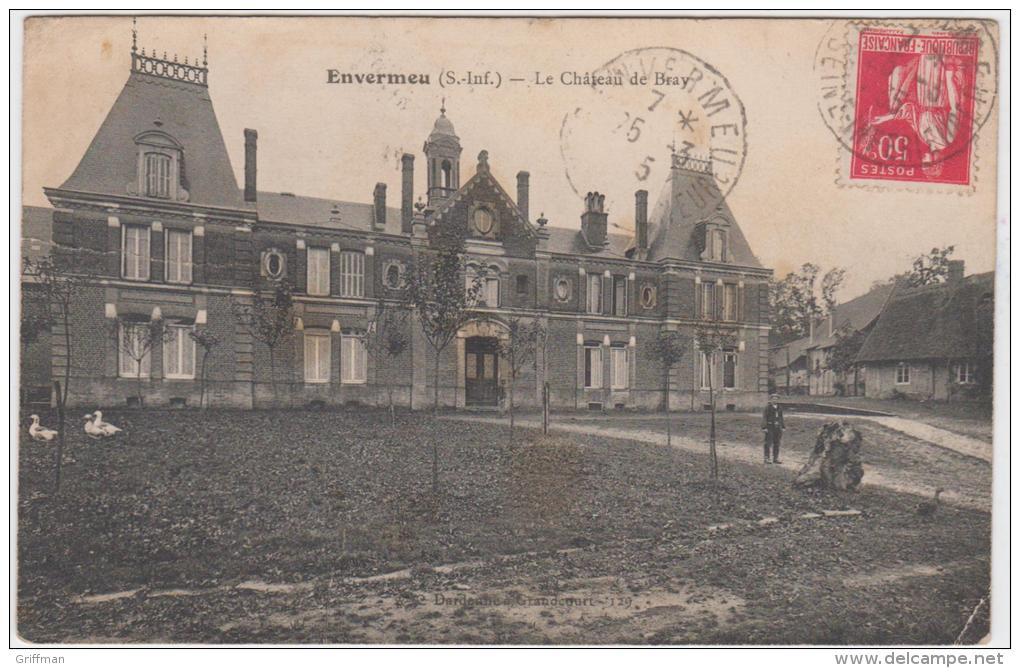

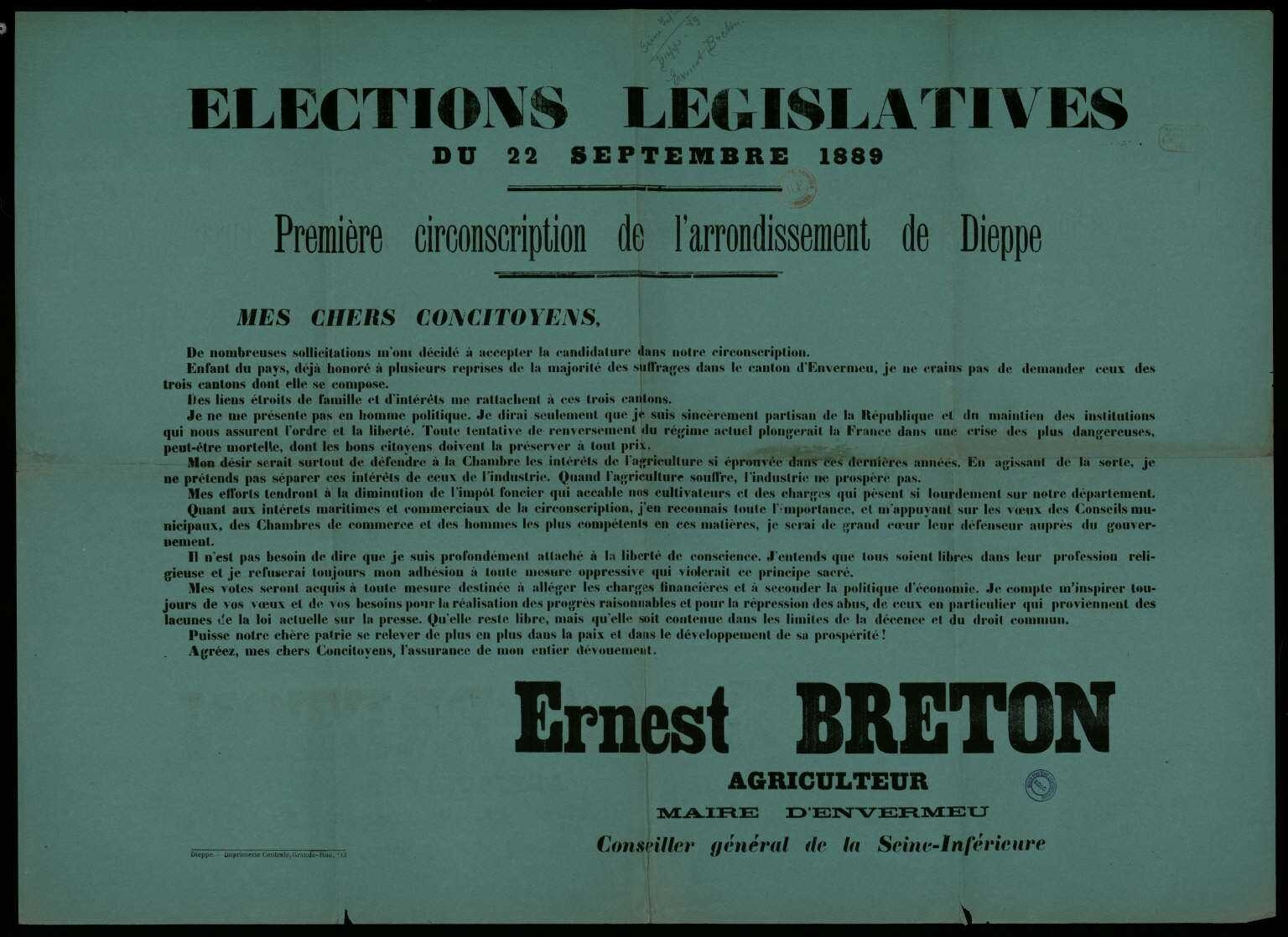

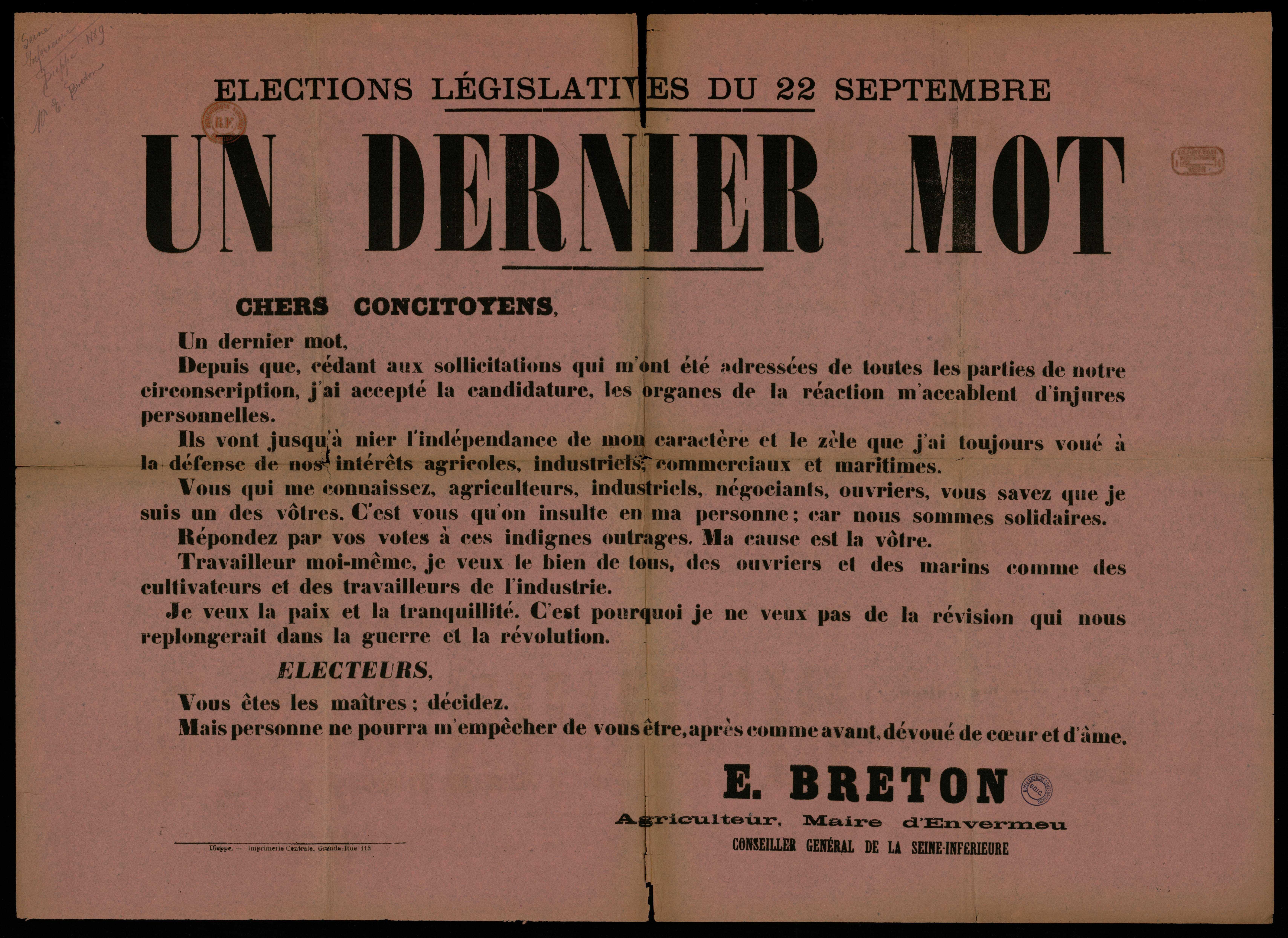

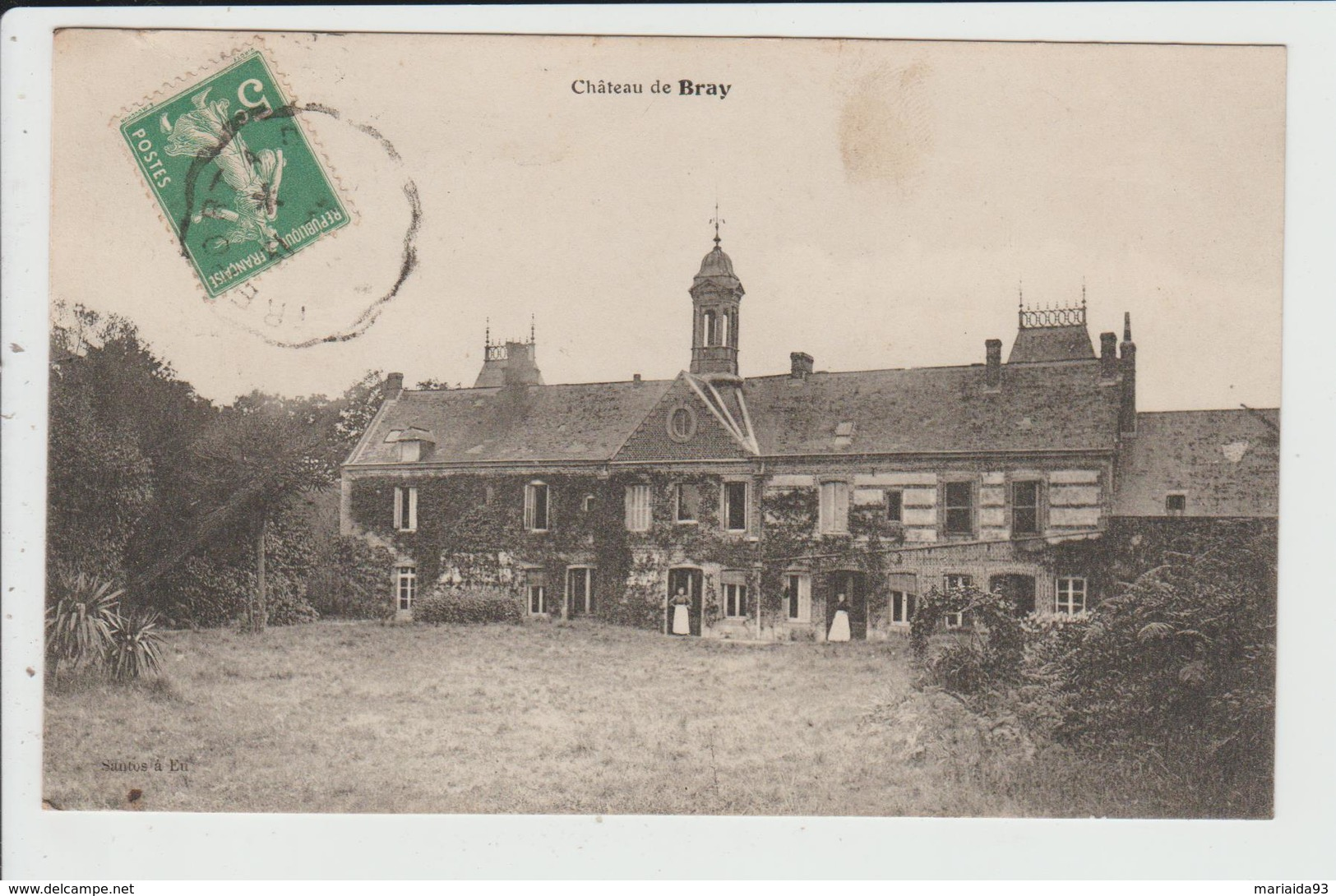

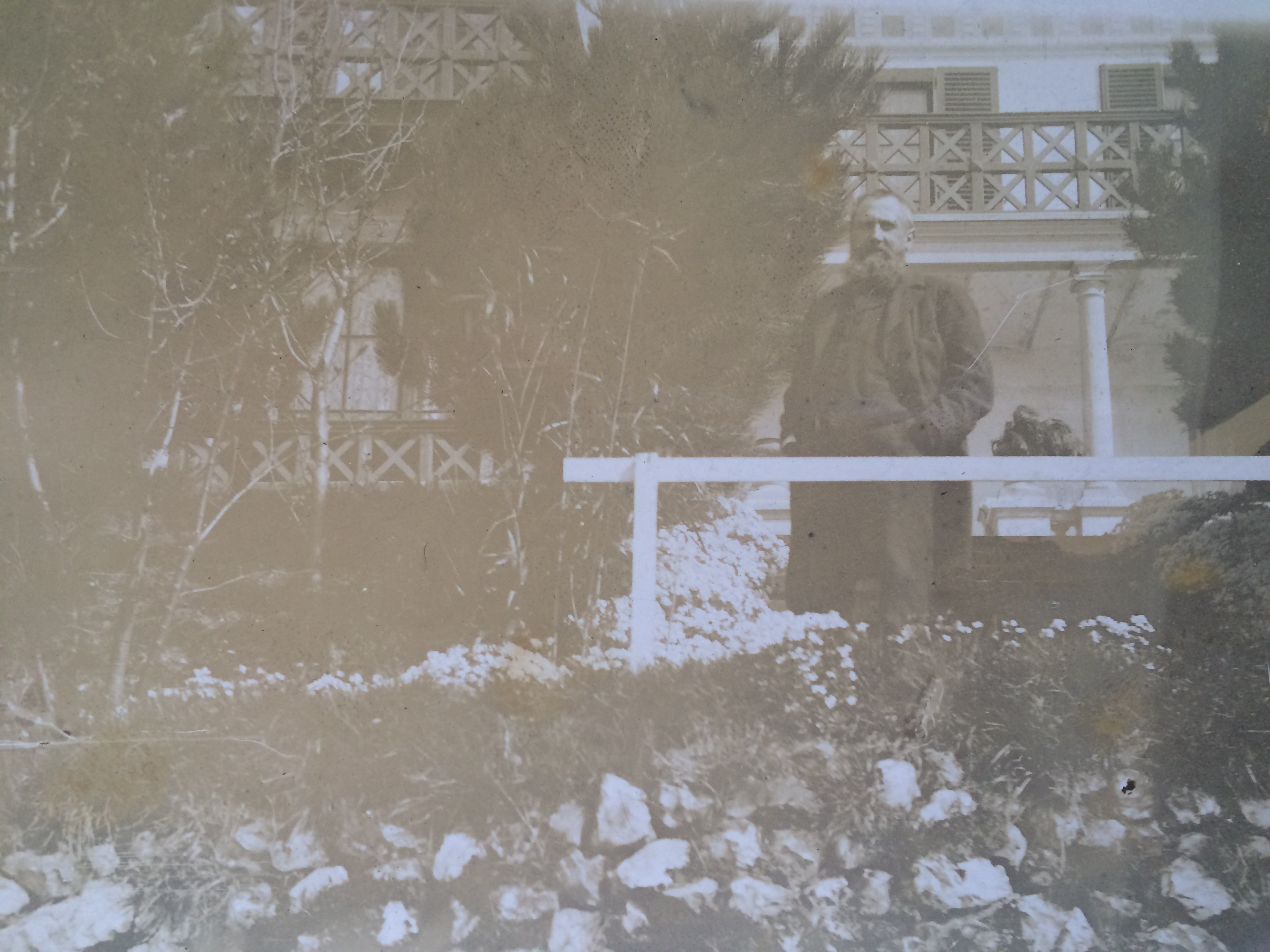

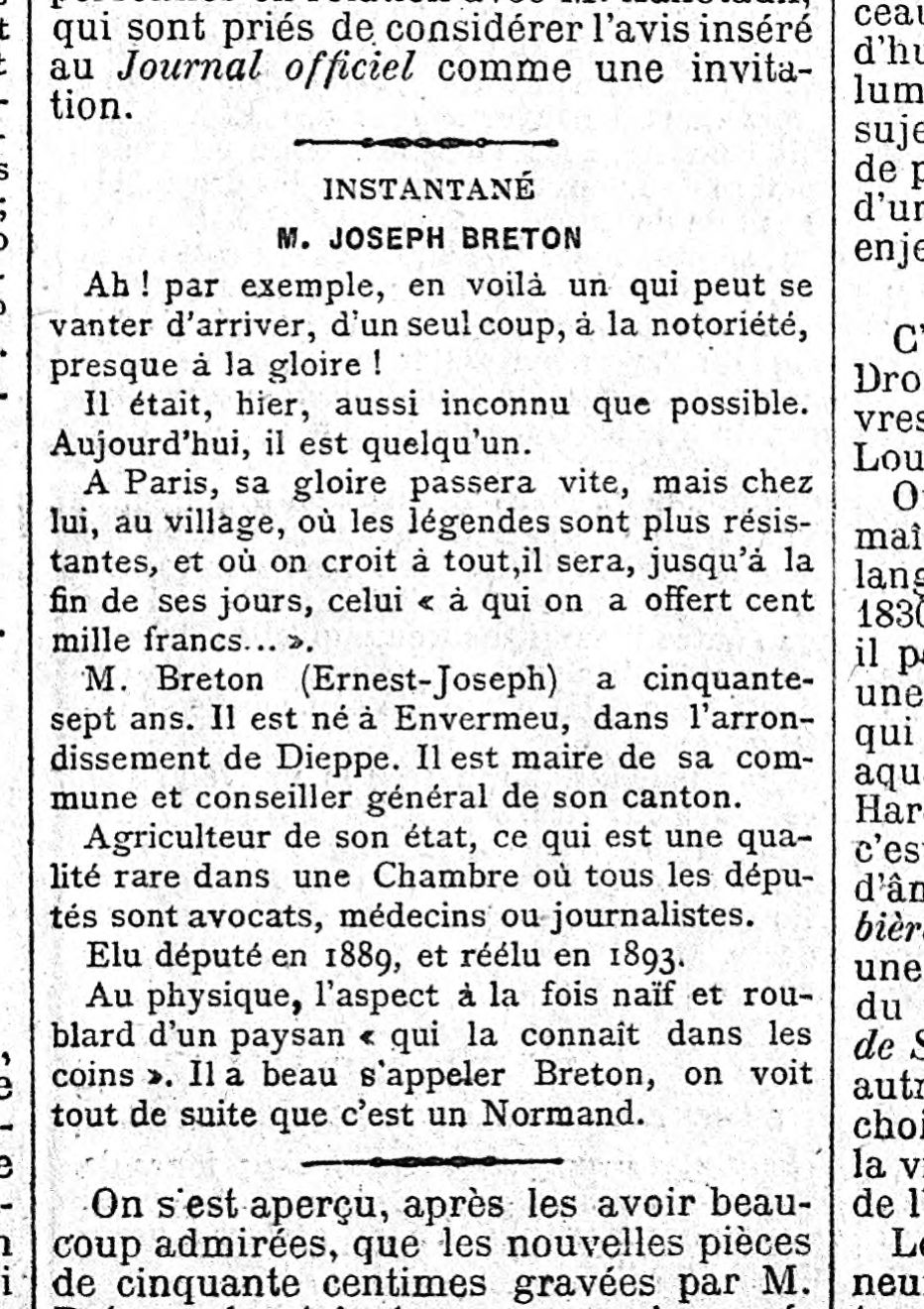

Ernest Joseph Breton est un homme politique français né le 19 avril 1841 à Envermeu (Seine-Maritime) au hameau de Bray, et mort le 12 novembre 1901 au 37 rue Pajol à Paris.

## Biographie
Agriculteur, il est maire d'Envermeu, conseiller d'arrondissement et conseiller général en 1888. Il est député de Seine-Maritime de 1889 à 1901, inscrit au groupe des Républicains progressistes.
Il meurt à son domicile 37 rue Pajol à Paris.
Ernest Joseph Breton, fils de Joseph Breton (né le 24 avril 1816 - Auberville-sur-Eaulne, hameau d'Envermeu, décédé le 24 août 1845 - Envermeu), maire d'Auberville-sur-Eaulne, et de  Clémence Anastasie Baudoüin (née le 26 octobre 1820 - Beaunay hameau de Beauval-en-Caux, décédée  le 1er août 1890 - Envermeu).
Type du député normand rural acquis à une République modérée, Ernest Breton était natif de Bray, hameau dépendant d’Envermeu, dans ce qu’on appelle le Petit Caux, à l’Est de Dieppe. Fils de Joseph Breton, agriculteur en cette commune, et de Clémence Anastasie Baudoüin, elle originaire de Beaunay-en-Caux, qui devaient avoir deux autres enfants, il semble avoir bénéficié d’une certaine aisance familiale puisque, malgré la mort prématurée de son père qu’allait suppléer opportunément l’aïeul, il put faire quelques études au collège d’Eu. Exempté de service militaire en tant qu’aîné de veuve, il reprend l’exploitation et sera, tout au long de sa carrière, qualifié de « propriétaire-agriculteur ». Marié en 1871 avec la fille d’un cultivateur, Céleste Léonie Pinchon, voisin de Douvrend, qui décède après la naissance de son fils, l’année suivante, il convolera une seconde fois en 1880 – sa nouvelle épouse (Éveline Émilie Hémar) lui apporte en dot 5.000 F – et aura quatre autres enfants. De famille catholique mais guère pratiquant, ses centres d’intérêt apparaissent avant tout terriens. Membre de la Société agricole de l’arrondissement de Dieppe, il y est assez écouté pour se voir admis en 1880 à la Société centrale d'agriculture de la Seine-Inférieure. Jointe à des sentiments républicains, cette reconnaissance professionnelle faisait de lui un bon candidat pour les élections locales. Choisi pour le conseil d’arrondissement, il entre en 1880 au conseil municipal du bourg d’Envermeu dont il devient maire, fonction qu’il assumera jusqu’à son décès ; en 1888 enfin, son élection au Conseil général inaugure un autre mandat à vie. Son enracinement et cette progressive notoriété au sein de l’arrondissement le recommandaient pour les législatives de 1889 dans la 1er circonscription de Dieppe où le problème était d’ancrer la République dans des campagnes encore sous l’influence des notables. Incité à se présenter, Ernest Breton réduit au minimum dans son programme les enjeux idéologiques – la République n’y apparait que comme garant de l’ordre et des libertés – au profit d’objectifs concrets propre à retenir un électorat de paysans normands : « diminution de l’impôt foncier, défense des intérêts maritimes, allègements des charges foncières, pratique d’une politique d’économie…. » Cela lui vaut d’être élu, de justesse il est vrai mais au premier tour, par 5,454 voix contre 5.381 au candidat conservateur, de Laborde-Noguez. À Paris, où il prend domicile dans une rue modeste du XVIIIe arrondissement, Breton s’inscrit au groupe parlementaire de l’Union progressiste. S’en tenant d’abord sagement aux domaines qui lui sont familiers, il intervient dans des débats spécialisés : en 1891 sur le rattachement d’une partie du Tréport à la commune de Mers (donc à la Somme) ; en 1893, sur des mesures en faveur des éleveurs qui ont vu les cours du bétail s’effondrer à la suite d'une grande sécheresse. Réélu désormais sans encombre voire sans vrai concurrent à chaque élection générale, il écrase d’emblée son rival Jubault aux législatives du 20 août 1893 avec 6,384 voix contre 3.808 et se voit de nouveau mandaté par sa circonscription en mai 1898. Membre à la Chambre de plusieurs commissions, sans négliger de rapporter sur des projets d’intérêt très local, il se risque aussi, désormais, à intervenir sur un plan général, en particulier sous l’angle du budget : celui des Affaires étrangères en 1895, où il critique l’attribution à une compagnie anglaise de transports militaires vers Madagascar, ou celui des Postes et télégraphes la même année. Et on le voit en 1899 présenter un amendement au budget de l’exercice en vue d’augmenter l’indemnité parlementaire…… Décédé à Paris en cours de mandat, on devait l’inhumer après des obsèques religieuses au cimetière d’Envermeu. Son éloge funèbre à la Chambre par Georges Cochery, le 14 novembre 1901, souligne assez bien à travers ses clichés provinciaux l’image qu’avaient ses collègues de cet élu rural : « Fils de la plantureuse Normandie qui avait conservé toute la vigueur du sang dont il était issu (…), il laissera le souvenir d’un ferme républicain (…), d’un collègue loyal et modeste »…

## Sources
1. ↑  Journal de Rouen, 13 novembre 1901.

### Sources et bibliographie
- Archives départementales de la Seine-Maritime, 4 E 5179, 5182, 11104 : état civil : 2 E 37/171 : contrat de mariage. 3 MP 915 : élections municipales d’Envemeu. 3M 463 : élections au Conseil général.
- Journal de Rouen et Le Petit Rouennais, novembre 1901
- Robert Eude, Le Conseil général de la Seine-Inférieure, Rouen, 1942.
- « Ernest Breton (homme politique) », dans le Dictionnaire des parlementaires français (1889-1940), sous la direction de Jean Jolly, PUF, 1960 [détail de l’édition]
- L'Aurore, samedi 12 mars 1898